# 왕팽나무
왕팽나무는 한반도 중부 이북의 산기슭, 골짜기에 나는 낙엽소교목이다. 잎은 어긋나며 원형, 넓은 도란형으로서 양 면에는 털이 없고, 길이 4.5~11.5cm, 윗부분이 결각 모양이다. 가장자리에 크고 예리한 톱니나 굴곡형 톱니가 있으며, 끝이 길게 뾰족해진다. 꽃은 잡성화이고 수꽃은 취산꽃차례, 암꽃은 잎겨드랑이에 피고, 열매는 핵과로 둥근 모양이며 검은색으로 익는다. 개화기는 4~5월, 결실기는 9~10월이다. 신탄재·기구재 등으로 이용되며 열매는 식용한다.